# Stethoncus sulcator
Stethoncus sulcator là một loài tò vò trong họ Ichneumonidae.